# Metriogryllacris libera
Metriogryllacris libera är en insektsart som först beskrevs av Heinrich Hugo Karny 1929.  Metriogryllacris libera ingår i släktet Metriogryllacris och familjen Gryllacrididae. Inga underarter finns listade i Catalogue of Life.